# 比那爾德里奧
比那爾德里奧（西班牙語：Pinar del Río）是加勒比海國家古巴的城市，也是比那爾德里奧省的首府，位於該國西部，距離首都哈瓦那約150公里，建城於1774年，海拔高度60米，2004年人口190,532。

## 外部連結

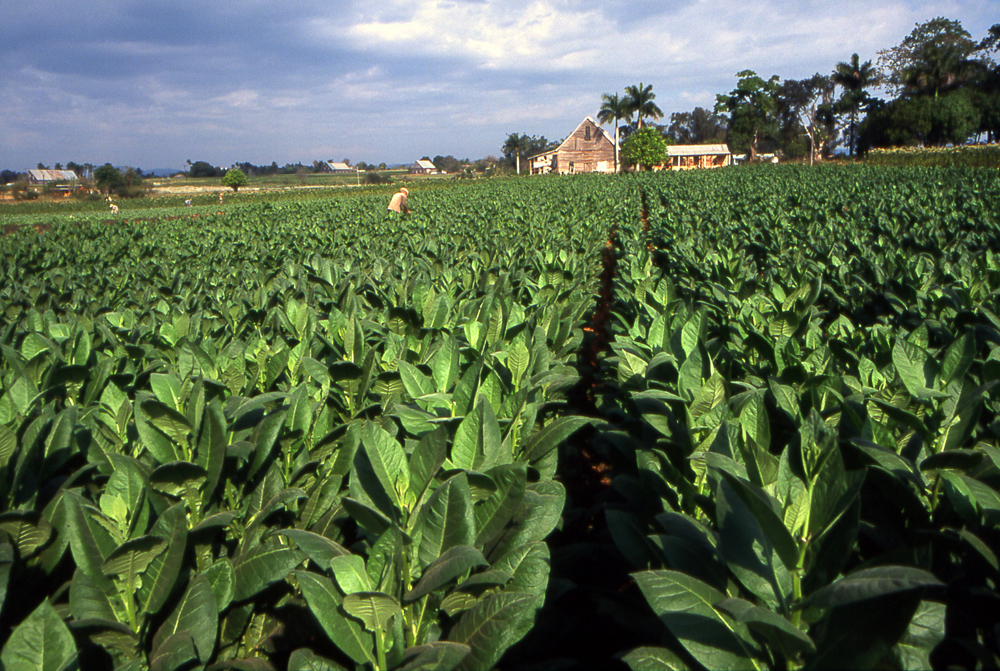

- （西班牙文） Pinar del Río.cu